# Pierre Decazes
Pour les articles homonymes, voir Decazes.
Pierre Decazes, pseudonyme de Pierre Aderhold, né le 12 juillet 1932 au Blanc-Mesnil et mort le 11 août 2020 à Salviac, est un acteur français.

## Biographie
Pierre Aderhold se donna le nom de scène Decazes après avoir passé son enfance à Decazeville dans le département de l'Aveyron.
Issu d'une famille de commerçants (sa mère était poissonnière), il vécut une partie de sa vie à Paris puis dans le département du Lot,.

### Famille
Son frère, Gérard Aderhold, qui perpétua la Poissonnerie Aderhold aujourd'hui à Rodez, co-créa l'huître Belondine pour le compte du Groupe Flo.
Pierre Decazes est le père de deux enfants, une fille et un garçon, l'écrivain Carl Aderhold.

## Filmographie
- 1962 : La Meule de René Allio
- 1963 : La Foire aux cancres de Louis Daquin
- 1964 : L'Âge ingrat de Gilles Grangier - Le cycliste
- 1964 : Quand le vin est tiré... (Les Cinq Dernières Minutes no 29), de Claude Loursais série TV
- 1964 : Commandant X - épisode : Le Dossier cours d'assises de Jean-Paul Carrère
- 1965 : La Vieille Dame indigne de René Allio - Charlot
- 1965 : Commandant X - épisode : Le Dossier Pyrénées de Jean-Paul Carrère
- 1966 : La guerre est finie d'Alain Resnais - L'employé S.N.C.F
- 1970 : L'Aveu de Costa-Gavras
- 1970 : Élise ou la Vraie Vie de Michel Drach
- 1970 : Le Mur de l'Atlantique de Marcel Camus - Un soldat S.S
- 1971 : Les Nouvelles Aventures de Vidocq, épisode La Caisse de fer de Marcel Bluwal
- 1972 : François Gaillard ou la vie des autres de Jacques Ertaud, épisode : Louis
- 1973 : Il n'y a pas de fumée sans feu d'André Cayatte
- 1973 : La Ligne de démarcation - épisode 9 : René (série télévisée) : Gendarme
- 1974 : Lacombe Lucien de Louis Malle - M. Aubert
- 1974 : Les Fargeot de Patrick Saglio
- 1974 : Gross Paris de Gilles Grangier
- 1975 : Mort de Raymond Roussel de Maurice Bernart (court métrage)
- 1975 : Salvator et les Mohicans de Paris (d'après l'œuvre de Alexandre Dumas), feuilleton télévisé de Bernard Borderie
- 1976 : Messieurs les jurés : L'Affaire Cleurie de Jacques Krier
- 1976 : Calmos de Bertrand Blier
- 1976 : Un jeune homme rebelle de Paul Seban
- 1976 : La situation est grave... mais pas désespérée de Jacques Besnard
- 1976 : L'Aile ou la Cuisse de Claude Zidi - Le patron de l'hôtel
- 1977 : Ben et Bénédict de Paula Delsol
- 1980 : Sacrés gendarmes de Bernard Launois
- 1980 : Petit déjeuner compris - Feuilleton en 6 épisodes de 52 min - de Michel Berny : Le 1er candidat
- 1983 : Les Enquêtes du commissaire Maigret de René Lucot (série télévisée), épisode : Maigret s'amuse
- 1985 : Le Soulier de satin de Manoel de Oliveira - Don Léopoldo August
- 1985 : Châteauvallon, de Serge Friedman, Paul Planchon et Emmanuel Fonlladosa
- 1986 : Bleu comme l'enfer d'Yves Boisset
- 1988 : Bernadette de Jean Delannoy - Le préfet Massy
- 1988 : Les Cinq Dernières Minutes La ballade de Menardeau de Maurice Frydland
- 1989 : I Want to Go Home d'Alain Resnais
- 1989 : Les Enquêtes du commissaire Maigret, épisode : Jeumont, 51 minutes d'arrêt de Gilles Katz

## Théâtre
- 1960 : Les Oiseaux d'Aristophane, mise en scène Guy Kayat, Théâtre des Arts
- 1960 : La Bonne Âme du Se-Tchouan de Bertolt Brecht, mise en scène André Steiger, Théâtre Récamier
- 1963 : Le Vicaire de Rolf Hochhuth, mise en scène François Darbon, Théâtre de l'Athénée
- 1963 : La Danse du Sergent Musgrave de John Arden, mise en scène Peter Brook, Théâtre de l’Athénée
- 1965 : Le Dragon d'Evguéni Schwartz, mise en scène Pierre Debauche, Festival de Nanterre
- 1965 : Les Séquestrés d'Altona de Jean-Paul Sartre, mise en scène François Périer, Théâtre de l'Athénée
- 1968 : La Mère de Bertolt Brecht, mise en scène Jacques Rosner, TNP Théâtre de Chaillot
- 1973 : La Cage aux folles, de Jean Poiret, mise en scène de Pierre Mondy, Théâtre du Palais-Royal
- 1978 : La Cage aux folles, Théâtre des Variétés
- 1991 : Retour à Eden Platz, de Thomas Bernhard, Théâtre de la Colline
- 1995 : C33, de Robert Badinter, Théâtre de la Colline